# Utah Beach
Utah Beach var kodenavnet for en af de Allierede landingsstrande under D-Dag, invasionen af Normandiet, som en del af Operation Overlord d. 6. Juni 1944. Utah blev først føjet til planen, da flere landgangsfartøjer blev produceret. Landgangssektorens østligste punkt er bugten Baie des Veys østbred ved Les Veys i Carentan-les-Marais i departementet Manche. Landgangen på den nord-sydvendte kyst omfattede kun den sydøstligste, ikke den nordlige, del af halvøen Cotentin, hvor byen Cherbourg ligger
Selvom U.S. 4th Infantry Division var lettere ude af kurs, mødte de relativ svag modstand, i forhold til Omaha Beach hvor modstanden var hård, og mange amerikanske tropper omkom. Mod øst på Omaha Beach ligger det dengang svært bevæbnede Pointe du Hoc.
Utah Beach, omkring 3 miles (5 km) lang, var den strand der lå længst mod vest. Stranden lå nær Pouppeville og landsbyen, La Madeleine.